# The Dead Milkmen
The Dead Milkmen es una banda de rock formada en 1983 en Filadelfia, Pensilvania.
El grupo ha sido criticado, debido al contenido satírico en las letras del grupo, básandolo en un humor blanco ocasionalmente, aun siendo considerado de culto.
Forma parte del movimiento musical del cowpunk, junto con grupos como Gas Huffer, D-A-D y The Gun Club.
Su mayor éxito es el sencillo "Punk Rock Girl" de 1988.

## Integrantes

### Formación actual
- Joe Genaro - vocalista, guitarra, teclados
- Rodney Linderman - vocal de apoyo, flauta irlandesa
- Dean Sabatino - vocal de apoyo, batería, percusión
- Dan Stevens - bajo

### Exintegrantes
- Dave Schulthise - vocal de apoyo, bajo (1983 - 1995)

## Discografía

### Álbumes de estudio
- 1985: "Big Lizard in My Backyard"
- 1986: "Eat Your Paisley!"
- 1987: "Bucky Fellini"
- 1988: "Beelzebubba"
- 1990: "Metaphysical Graffiti"
- 1992: "Soul Rotation"
- 1993: "Not Richard, But Dick"
- 1995: "Stoney's Extra Stout (Pig)"
- 2011: "The King in Yellow"
- 2014: "Pretty Music for Pretty People"

### EP
- 1987: "Instant Club Hit"
- 1988: "Smokin' Banana Peels"
- 1992: "If I Had a Gun"

### Compilaciones
- 1993: "Now We Are 10"
- 1994: "Chaos Rules — Live at the Trocadero"
- 1997: "Death Rides a Pale Cow (The Ultimate Collection)"
- 1998: "Cream of the Crop"
- 2003: "Now We Are 20"
- 2003: "The Dead Milkmen Present: Philadelphia In Love DVD"

### Sencillos
- "Punk Rock Girl"
- "The Thing that Only Eats Hippies"
- "Dark Clouds Gather Over Middlemarch"
- "Big Words Make the Baby Jesus Cry"
- "The Great Boston Molasses Flood"
- "Welcome to Undertown"

## Trivia
En la serie Glow de Netflix una de las luchadoras lleva una camiseta de The Dead Milkmen.